# Bisdom Engativá
Het bisdom Engativá (Latijn: Dioecesis Engativensis) is een rooms-katholiek bisdom met als zetel Engativá, een district van Bogota, de hoofdstad van Colombia. Het bisdom is suffragaan aan het aartsbisdom Bogota. 

## Geschiedenis
Het bisdom werd opgericht op 6 augustus 2003, uit delen van het aartsbisdom Bogota. 

## Parochies
Het bisdom had in 2021 een oppervlakte van 132 km2 en telde 1.936.700 inwoners waarvan 83,0% rooms-katholiek was.

## Bisschoppen
- Héctor Luis Gutiérrez Pabón (6 augustus 2003 - 26 juni 2015)
- Francisco Antonio Nieto Súa (26 juni 2015 - heden)

## Galerij van afbeeldingen

Wapen van het bisdom Engativá
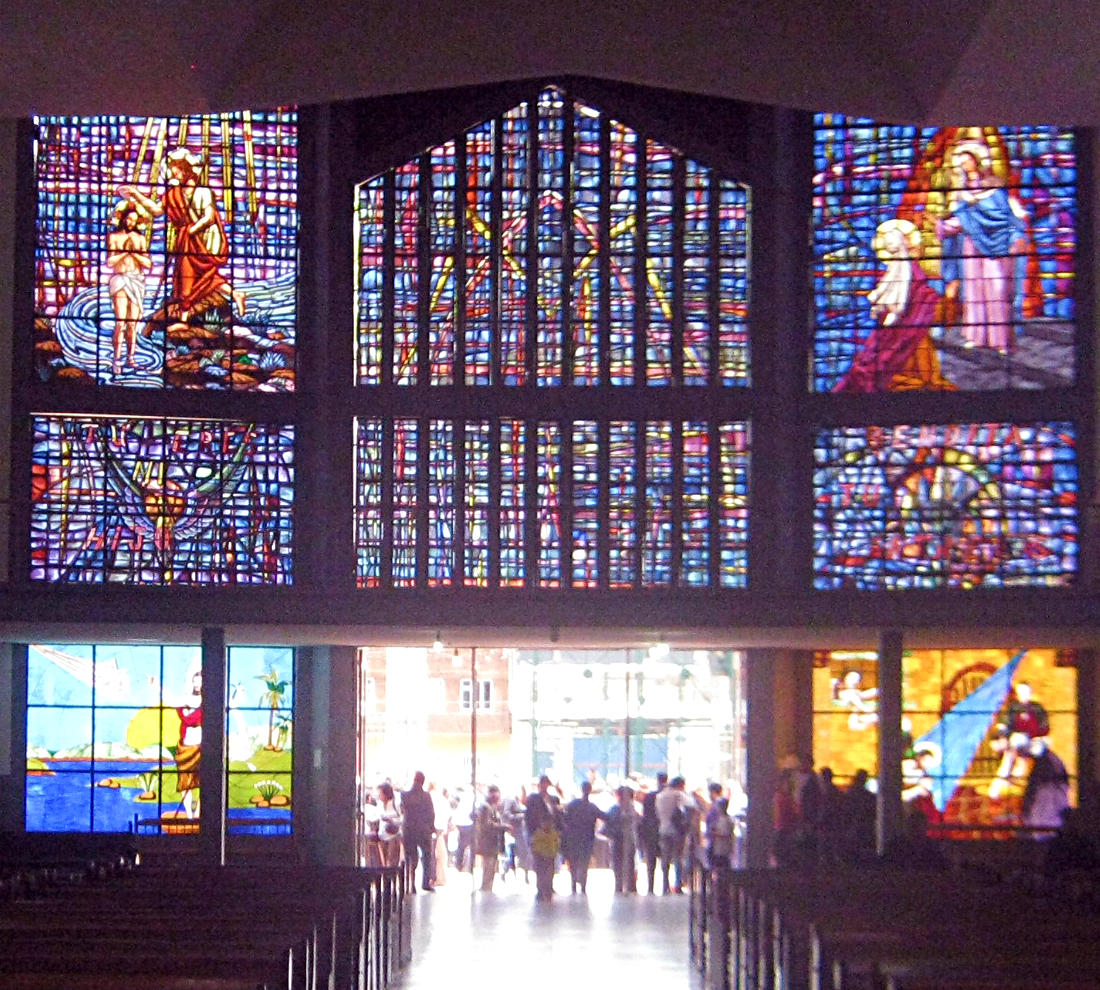
Interieur van de kathedraal van Engativá
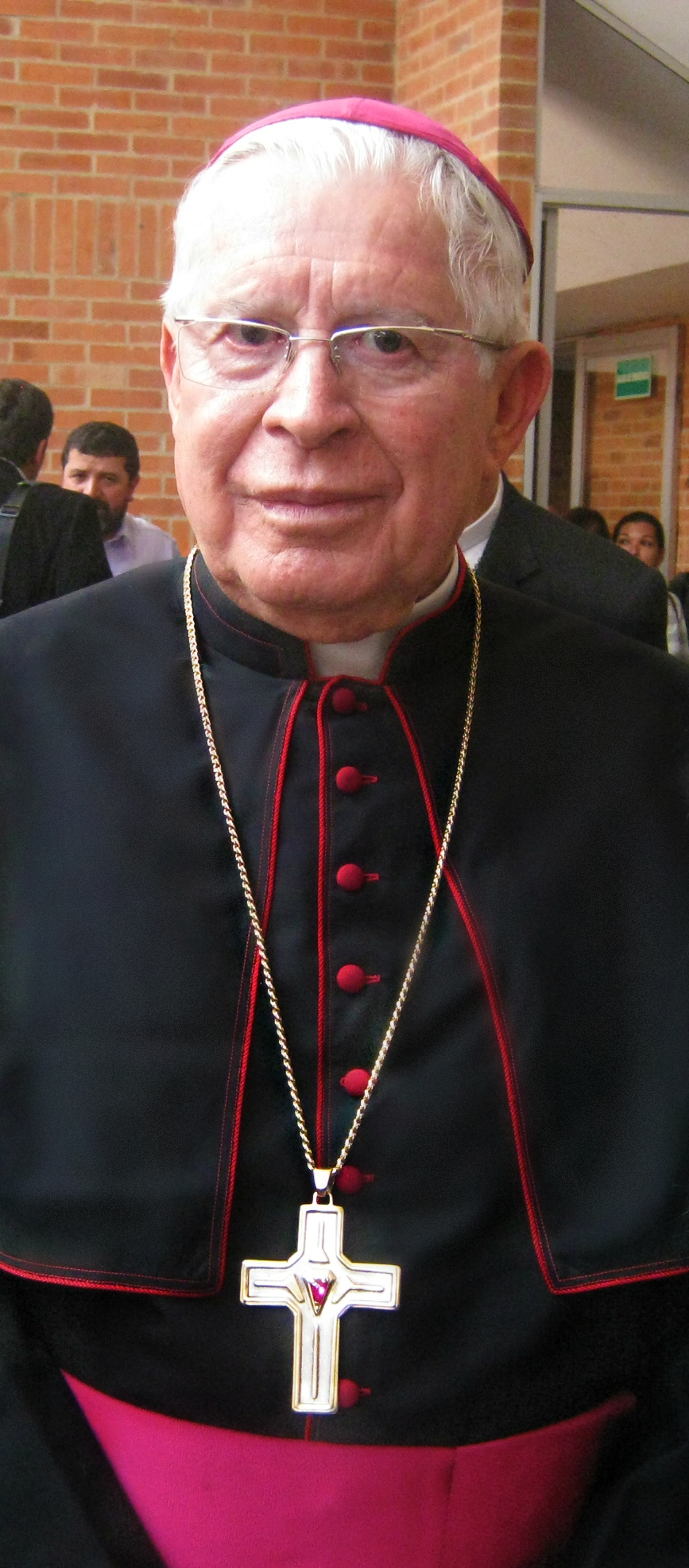
Bisschop Héctor Luis Gutiérrez Pabón (2003-2015)
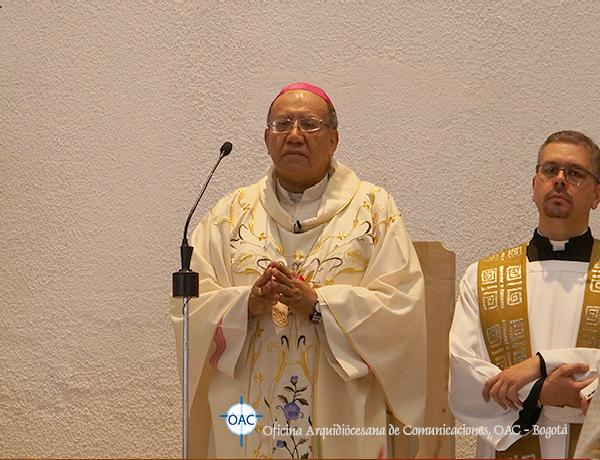
Bisschop Francisco Antonio Nieto Súa

Bogota (aartsbisdom) · Engativá · Facatativá · Fontibón · Girardot · Soacha · Zipaquirá